# Burg Mito
Die Burg Mito (japanisch 水戸城, Mito-jō) befindet sich in der Stadt Mito. Sie war der Sitz des Mito-Zweiges der Tokugawa, eine der „Drei Familien“.

## Geschichte
Als Beginn der Burg Mito kann die einfache Baba-Burg des Baba Sukemoto gegen Ende der Kamakura-Zeit angesehen werden. Der Name Mito kam auf, als in der Sengoku-Zeit die Eto Burgherren waren. 1590 übernahmen die Satake die Burg und verbesserten sie. Die Satake übernahmen aber dann nach der Schlacht von Sekigahara die Burg Kubota (Akita).
Die Burg Mito fiel nun an Takeda Nobuyoshi, dann an Tokugawa Yorinobu und wurde schließlich 1609 Sitz des Tokugawa Yorifusa, 11. Sohn des Tokugawa Ieyasu und damit Sitz einer der „Drei Familien“ der Tokugawa. Diese Tokugawa mit einem Einkommen von 250.000 Koku blieben Burgherren bis zur Meiji-Restauration.

## Die Anlage

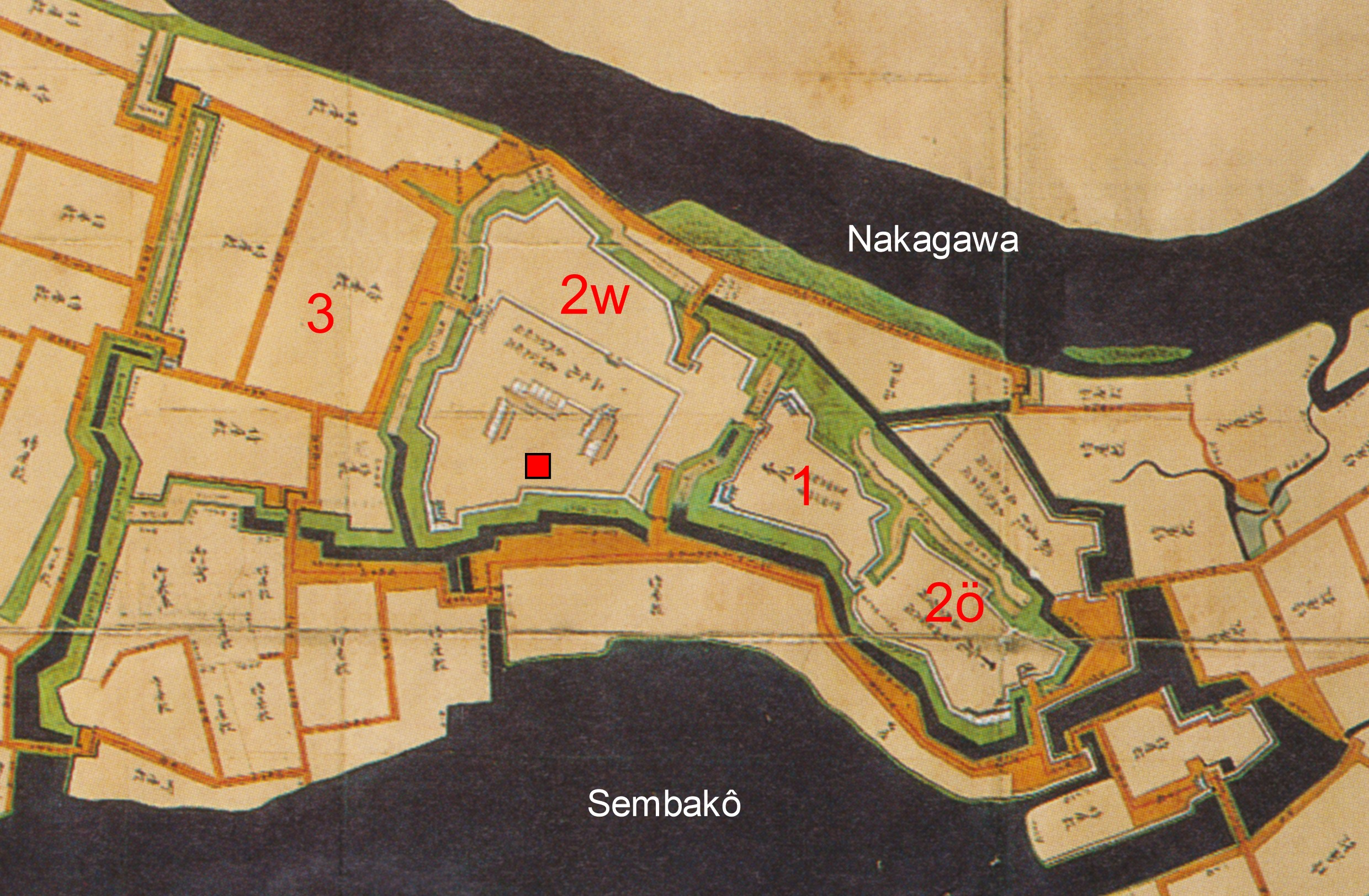
Plan der Burg Mito
1 Hommaru, 2ö östliches Ni-no-maru, 2w westliches Ni-no Maru, 3 San-no-maru. Rotes Quadrat: Yagura.

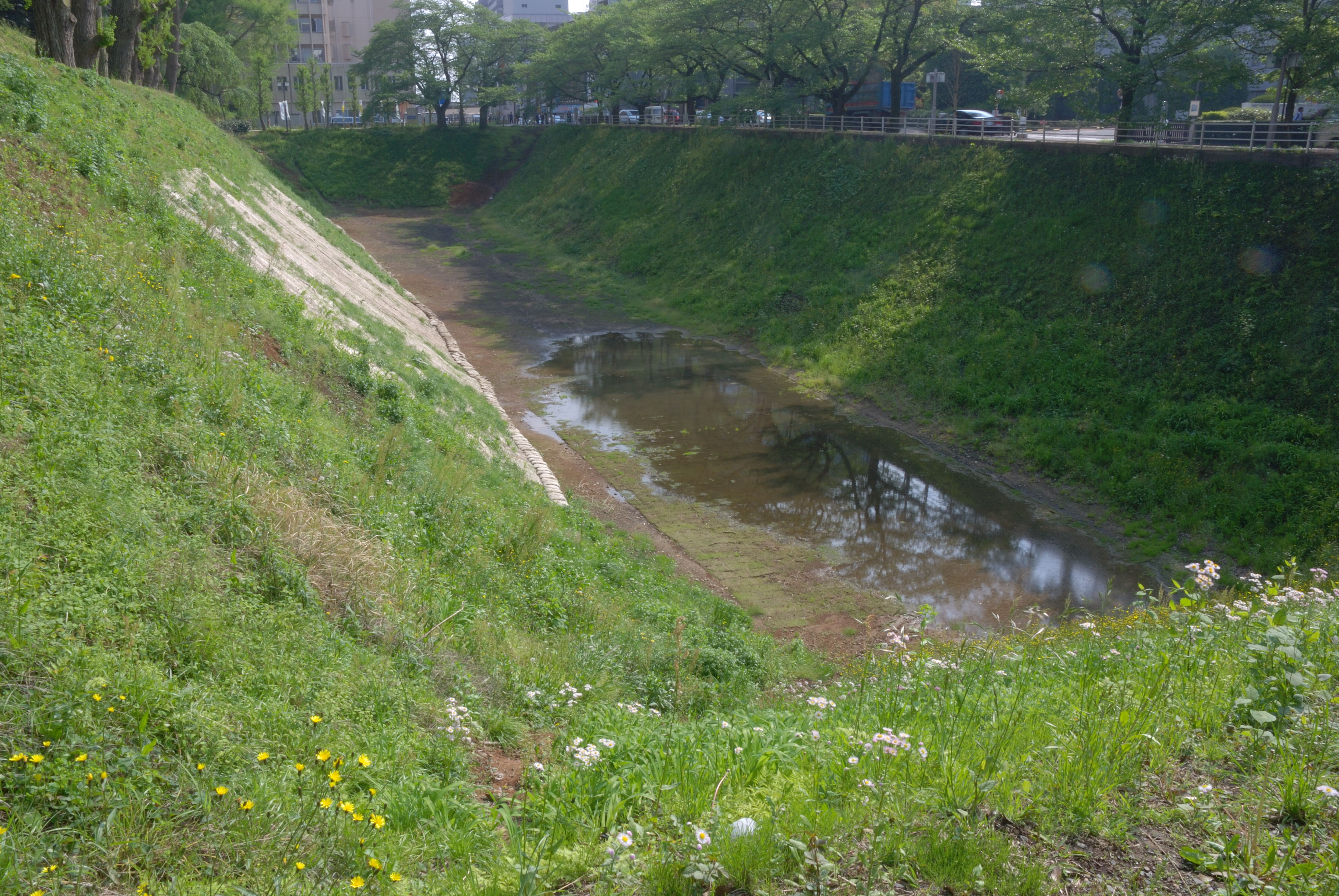
Graben am San-no-maru

Die erste einfache Burganlage entstand auf einer Anhöhe zwischen dem Semba-See (仙波湖) und dem Naka-Fluss (那珂川). Die Satake erweiterten die Anlage, indem sie eine Hauptburg und aufeinander folgende Vorburgen anlegten. Die Burg wurde an beiden Enden durch die Burgstadt ergänzt. 1625 wurde auf Ni-no maru, auf dem sich die Residenz befand, ein schlichter dreistöckiger Wachturm, „Gosankai-yagura“ (御三階櫓) genannt, als Burgturm-Ersatz errichtet.
Im San-no-maru Bereich wurde 1841 vom 9. Chef des Hauses, Tokugawa Nariaki, die Han-Schule Kōdōkan (弘道館) errichtet. Noch heute sind dort alte bzw. wiedererrichtete Gebäude zu sehen, von denen die alten als Wichtiges Kulturgut ausgezeichnet sind.
Heute wird das Burggelände von verschiedenen Oberschulen der Präfektur bzw. der Stadt, sowie von der Universität Ibaraki genutzt. Zu sehen sind noch Wallanlagen und als einziges Bauwerk ein Tor im Yakuimon-Stil. Zwar waren die Gebäude beim Abriss der Burg in der Meiji-Zeit an den Tempel Gion-ji verkauft worden, aber dieses Tor blieb erhalten.